# کیث دیوید
کیث دیوید (به انگلیسی: Keith David) (زاده ۴ ژوئن ۱۹۵۶) بازیگر آمریکایی است.
او بیشتر به خاطر بازی در فیلم‌های جنگ جهانی دوم پشت درهای بسته: استالین، نازی‌ها و غرب،ترانسپورتر ۲، آتشفشان، آرماگدون و مردان خوب، تحلیل نهایی، جنایت در هالیوود، بار کنار جاده، مری یه جوریه، جایی که قلب آنجاست، نووکائین، قلمرو داود: حماسه بنی‌اسرائیل، مردان در محل کار، خارج از حد، اگر می‌دانستم یک نابغه هستم، روز هفتم، دان مک‌کی، دروازه، صورت آبی، نینا و تعقیب آتشین مشهور است.